# Marina militare di Singapore
La Republic of Singapore Navy è l'attuale marina militare della repubblica di Singapore, componente navale delle sue forze armate; il suo compito è proteggere le linee di comunicazione della piccola repubblica.

## Storia
L'embrione della marina è stato un nucleo di volontari che negli anni trenta del ventesimo secolo pattugliarono per la Royal Navy gli stretti vicini alla città.

## Forza attuale

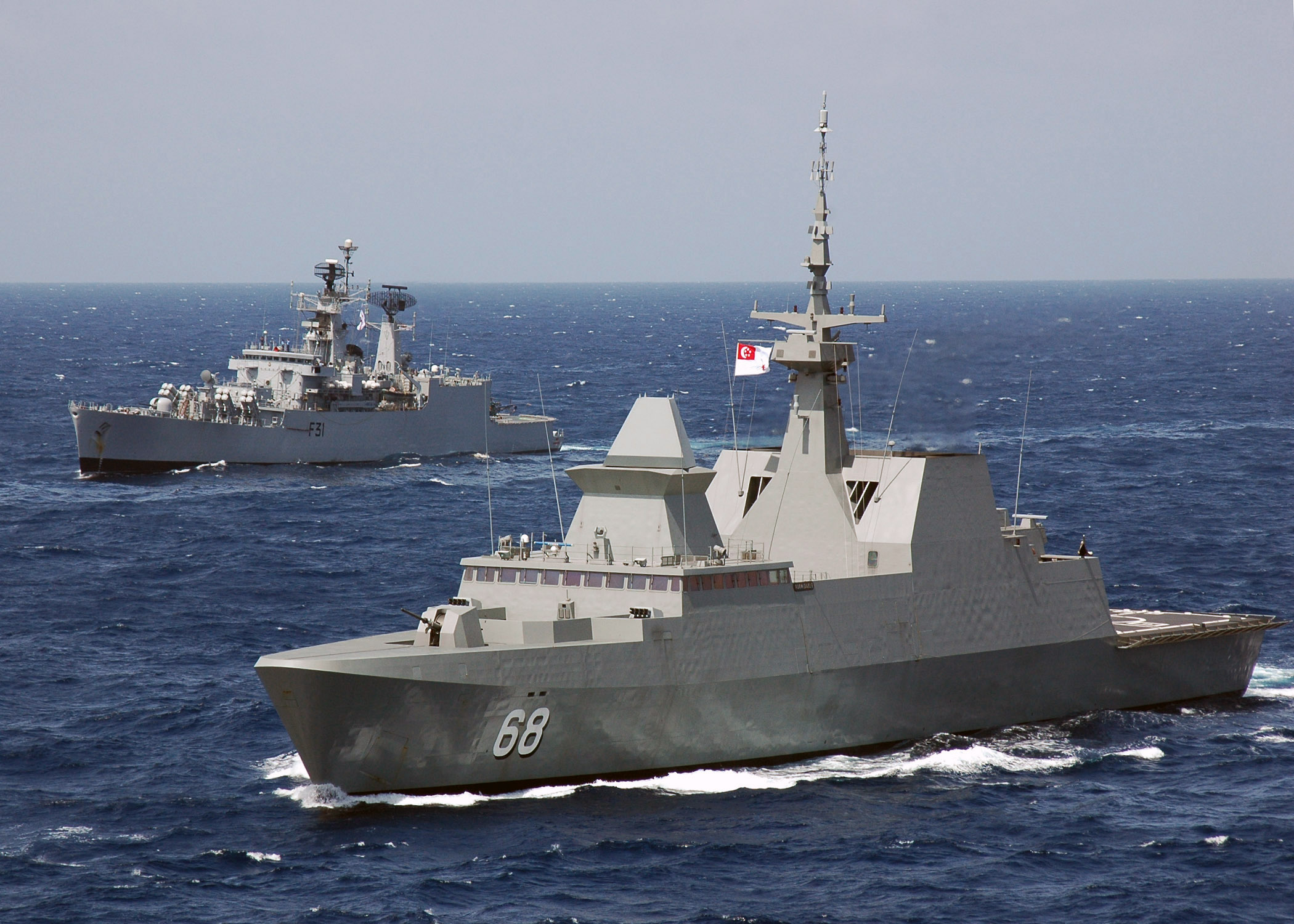
La RSS Formidable durante una esercitazione congiunta con la marina indiana, affiancata dalla fregata INS Brahmaputra.

La marina di Singapore è una forza di difesa costiera con capacità di altura. Opera da due basi:
- Changi, inaugurata il 21 marzo 2004 ed in grado di ospitare anche una portaerei, per cui viene usata come scalo dalla US Navy durante le sue visite; la base è stata costruita su terreno ricavato dall'acqua ed ha una superficie di 86 ettari, e moli per 6,3 km di lunghezza[1];
- Tuas, aperta il 2 settembre 1994 al posto della dismessa base precedente, ha un bacino galleggiante con capacità di 600 tonnellate, quindi in grado di ospitare le navi della forza di tipo corvette e pattugliatori, ed ha una notevole automazione nella logistica[1].

Le 6 corvette classe classe Formidable, sono basate sulle francesi della classe La Fayette ed equipaggiate con sistemi d'arma specifici. Vi è un cannone da 76 mm, 8 missili Harpoon, e hanno anche i lanciatori SYLVER per i missili SAM Aster-15. Una differenza sostanziale della classe Formidable rispetto alla classe originaria è la potenza maggiore dei motori, per una velocità massima di 27 nodi e un'autonomia, malgrado la potenza erogata, di 7200 miglia,(per esempio, le fregate della classe Lupo italiane raggiungono le 4000 a 20 nodi).
La prima nave, la RSS Formidable, è stata costruita nei cantieri DCN, ma le altre sono costruite dai cantieri locali della Singapore Technologies Marine; il prefisso RSS significa Republic of Singapore Ship ed identifica tutte le navi militari del paese.
| Republic of Singapore Navy - classe Delta | Republic of Singapore Navy - classe Delta | Republic of Singapore Navy - classe Delta | Republic of Singapore Navy - classe Delta | Republic of Singapore Navy - classe Delta |
| Pennant number                            | Nome                                      | Impostazione in cantiere                  | Varo                                      | Entrata in servizio                       |
| ----------------------------------------- | ----------------------------------------- | ----------------------------------------- | ----------------------------------------- | ----------------------------------------- |
| 68                                        | Formidable                                | 2002                                      | 7 gennaio 2004                            | 2005                                      |
| 69                                        | Intrepid                                  | 2003                                      | 3 luglio 2004                             | 2005                                      |
| 70                                        | Steadfast                                 | 2003                                      | 28 gennaio 2005                           | 2005                                      |
| 71                                        | Tenacious                                 | 2004                                      | 15 luglio 2005                            | 2006                                      |
| 72                                        | Stalwart                                  | 2004                                      | 9 dicembre 2005                           | 2006                                      |
| 73                                        | Supreme                                   | 2005                                      | 9 maggio 2006                             | 2007                                      |

Alla Marina di Singapore appartengono anche 2 sottomarini diesel-elettrici della Classe Västergötland, ideati dalla svedese Kockums e già in forza alla Svenska marinen, la marina militare svedese.
Essi sono entrati in servizio dalla metà degli anni '80, con lo scafo realizzato in sezioni, la prua e la poppa ai cantieri Karlskrona e la parte di mezza nave ai cantieri Kockums (una società del gruppo ThyssenKrupp Marine), che hanno provveduto all'assemblaggio finale. La classe è anche nota come 'A-17', ed è stata ordinata 3 anni dopo la presentazione del progetto, nel 1981. I due primi battelli, il capoclasse Västergötland e lo Hälsingland, sono stati tenuti in riserva dalla marina svedese fino al 2005, quando sono stati acquistati dalla Marina di Singapore e ridenominati Archer (ex-Hälsingland) e Swordsman (ex-Västergötland) dopo essere stati portati allo standard degli altri due battelli e con una climatizzazione aggiuntiva per le acque tropicali nelle quali erano destinati ad operare. Ad essi si affiancano i 4 battelli più vecchi della classe Sjoormen, radiati dalla Svezia ed acquistati da Singapore nel 1990, ora noti come classe Challenger; sono battelli di 1200 t in immersione.
Oltre alle unità subacquee, sono in forza:
- sei corvette lanciamissili da 600 t della classe Victory, dotate di missili Harpoon e sistema antiaereo IAI Barak;
- sei pattugliatori d'altura della classe Fearless da 500 t con cannone da 76mm Oto Melara Super Rapido e missili antiaerei MBDA Mistral;
- quattro navi da assalto anfibio della classe Endurance da 6.000 t ed un ponte di volo per due elicotteri;
- tre cacciamine della classe Bedok, di costruzione svedese;
- una nave da salvataggio sub di nome MV Swift Rescue da 4.300 t, non considerata militare come si evince dal prefisso ma usata dalla marina del paese.